# L'ospedale delle bambole
L'ospedale delle bambole (The Doll Hospital) è un racconto scritto dall'autrice americana Ann Margaret Sharp, molto utilizzato da Matthew Lipman per introdurre il curricolo della Philosophy for Children fin dalla scuola dell'infanzia. La collana propone un ciclo di lettura di sette racconti, dalla scuola dell'infanzia alla scuola secondaria di secondo grado, di cui il testo citato è il primo in ordine di lettura, seguito da Elfie.
La prima pubblicazione del libro è avvenuta nel 1998 negli Stati Uniti, mentre la prima pubblicazione in italiano risale al 1999. Il libro è stato tradotto in diverse lingue.
Il libro offre numerose opportunità di riflessione sulle diverse tematiche, approfondite capitolo per capitolo e analizzate all'interno del manuale che l'autrice stessa mette a disposizione del lettore e degli insegnanti che vogliono intraprendere il cammino della Philosophy for Children.

## Trama
L'Ospedale delle bambole è un racconto filosofico che narra la storia di Manù: un bambino/bambina molto affezionato/a alla sua bambola, chiamata Rotolina.
Manù porta la bambola con sé ovunque: a tavola, a letto, mentre gioca e quando va alla scuola dell'infanzia, dove viene derisa dai suoi compagni. Un primo spunto di riflessione per il/la protagonista è rappresentato dal fatto che la sorella maggiore non creda che la bambola sia reale, a differenza del/della protagonista che la identifica come una persona, bella e in carne ed ossa.
Grazie al clima creato dal maestro all'interno della sezione, Manù può prendere consapevolezza di sé e imparare a rispettare i propri compagni in quanto persone, grazie alle due regole fondamentali date dal docente. È proprio in questo luogo che Manù compie una delle esperienze più significative per la sua crescita emotiva ed intellettuale: il piccolo/a protagonista, in seguito alla negazione dell'amica Graziella, decide di prendere all'insaputa dell'amica la sua amata bambola per giocarci insieme. Una volta che Graziella scopre l'assenza della sua bambola e il maestro indirizza l'attenzione verso Manù, ella/egli attribuisce l'atto alla volontà di Rotolina. Solo grazie alla riflessione con il maestro Manù comprende non solo di aver violato le due regole fondamentali della classe, ma anche l'errore così da poter porgere le sue scuse all'amica e al maestro.
Il racconto termina con un evento inizialmente traumatico per Manù ma che alla fine si rivela essere fondamentale per la sua crescita: l'amata bambola, in seguito ad un incidente, deve essere portata all'ospedale delle bambole dove dovrà restare per 5 giorni. La separazione temporanea permette a Manù di relazionarsi con i compagni a tal punto che, una volta riabbracciata la sua amata bambola, essa non abbia più il medesimo valore ma sia destinata a risiedere sulla mensola davanti al letto, portandola al raggiungimento dell'autonomia.

## Personaggi principali
- Manù: è il/la protagonista del libro di 4 anni di età a cui piace interrogarsi sul mondo che lo/la circonda. L'identità del/della protagonista non viene specificata, cosicché ogni bambino possa identificarsi in lui/lei indipendentemente dal proprio sesso; inoltre, questa scelta permette di non concentrare l'attenzione sul sesso del bambino ma sul fatto che sia una persona. Nella versione originale il nome del protagonista è Jesse, nome sia maschile che femminile.
- Rotolina: bambola di Manù. Anche questo nome è stato modificato rispetto alla versione originale.
- Signore Esposito: è il maestro della sezione in cui Manù è inserito/a. Dimostra di avere un approccio all'insegnamento molto innovativo, lasciando i bambini liberi di agire e di esprimere la loro opinione e i loro pensieri. Promuove il rispetto di sé stessi e degli altri attraverso due massime fondamentali: dire sempre la verità e trattarsi l'un l'altro come persone. Anche questo nome è stato modificato rispetto alla versione originale.
- Rosalia: compagna di scuola e amica di Manù.
- Graziella: compagna del/la protagonista a cui viene rubata la bambola.
- Mamma e papà: genitori di Manù che lo/la educano stimolando la sua curiosità e permettendogli/le di esprimersi sempre

## Tematiche
Tra le diverse tematiche che il docente può andare ad individuare e analizzare con i bambini della propria sezione troviamo in primo luogo il concetto di persona. Infatti, fin da principio il/la protagonista si relaziona con la propria bambola come se essa fosse una persona reale e solo a conclusione del racconto si giungerà ad una distinzione tra la persona e l'oggetto. Il concetto di realtà è un'altra delle tematiche affrontate all'interno del libro. Altri concetti fondamentali rientranti all'interno della Philosophy for Children e oggetto di spunto per una discussione in classe ma anche per numerose attività sono quelli di verità, di bellezza, di bontà, ma anche di identità.
Questi spunti riflessivi danno modo ai bambini di sviluppare alcune abilità come il pensare ipoteticamente, rilevare le contraddizioni, far ragionare sul proprio punto di vista, e molte altre.
Accanto a queste principali tematiche il testo apre la riflessione a tematiche generali quali l'amicizia, l'importanza delle regole, la verità e l'autonomia.

## Edizioni
- (EN) Laurance Joseph Splitter e Australian Council for Educational Research, The Doll Hospital, ACER Press, 2000, ISBN 0-86431-311-X, OCLC 52011105.
- L'ospedale delle bambole, traduzione di Maura Striano, Liguori, 1999, ISBN 88-207-2870-2, OCLC 799268915.
- (ES) Ann Margaret Sharp, Hospital de muñecas, 1ª ed., Ediciones de La Torre, 2006, ISBN 84-7960-365-8, OCLC 434380421.